# Sự phục sinh của Giêsu

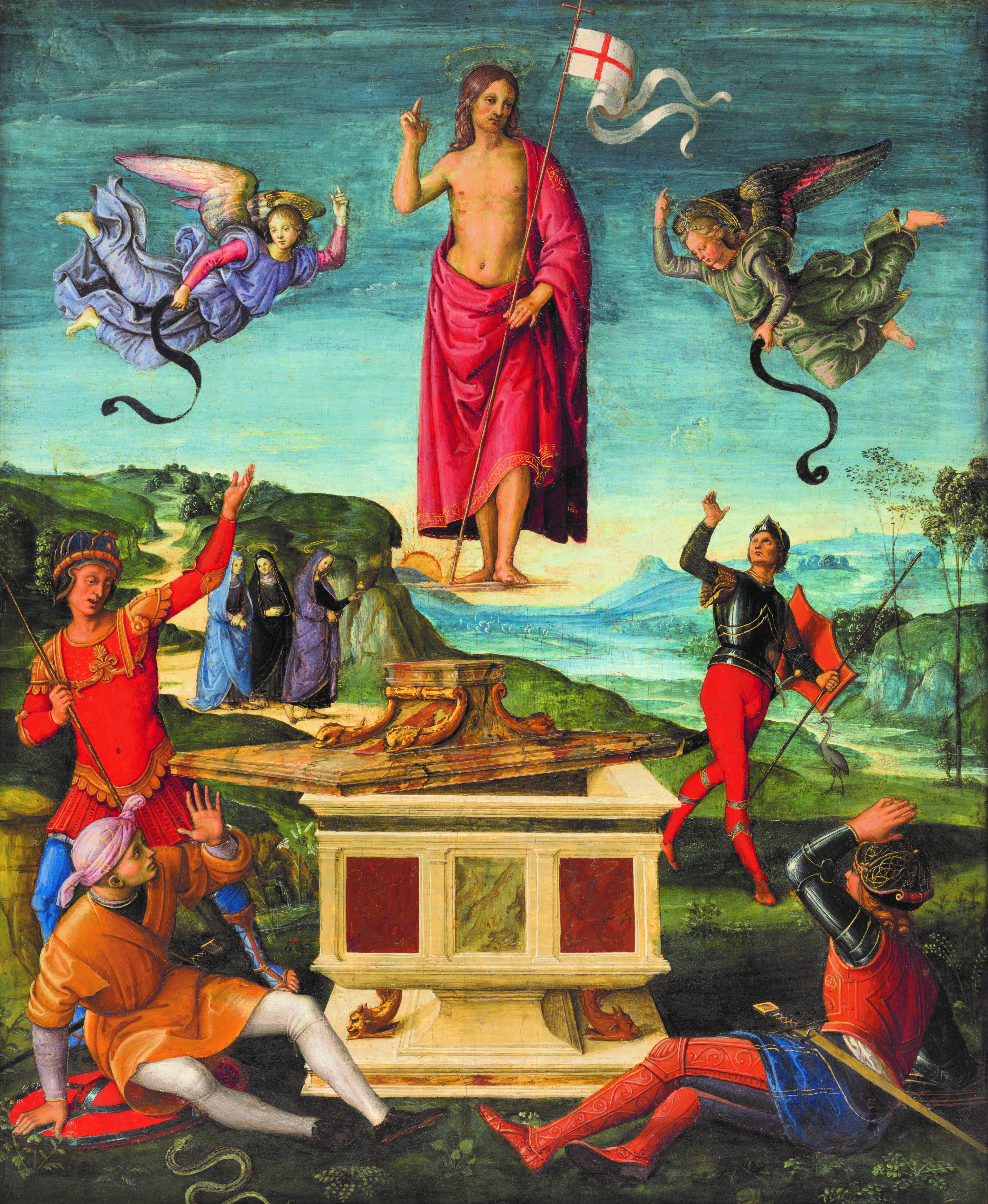
Bức tranh mô tả sự phục sinh của Chúa Giêsu The Resurrection of Jesus Christ do Raphael phác họa

Sự phục sinh của Giêsu là đức tin trong Kitô giáo, rằng sau khi Giêsu chịu khổ nạn và chết, Ngài đã sống lại. Đây là nguyên lý trung tâm của thần học Kitô giáo và là một phần của Kinh tin kính Nicea: "Vào ngày thứ ba, Ngài đã sống lại theo Thánh Kinh". Sau này, Lễ Phục Sinh thường được xem là một trong những ngày lễ quan trọng nhất trong năm của người theo Kitô giáo.
Theo Tân Ước, sau khi người La Mã đóng đinh Giêsu, Giêsu được xức dầu và được Giuse xứ Arimathea an táng trong một ngôi mộ mới nhưng Thượng đế đã làm Giêsu sống lại và Ngài đã xuất hiện trước các nhân chứng trước khi lên Thiên Đàng, để ngồi phía tay phải của Đức Chúa Trời.
Các sách Phúc Âm và Công vụ tông đồ đều ghi nhận rằng Chúa Giêsu đã gặp lại các môn đệ tại các nơi khác nhau trong suốt bốn mươi ngày sau khi sống lại, và sau đó về trời  từ núi Ôliu  (nay là Lễ Thăng Thiên). Ngày thứ 50 kể từ sau sự kiện Phục sinh, Chúa Thánh Thần hiện xuống với các tông đồ và loan báo tin mừng, theo Tân Ước, ngày này cũng được xem là ngày khai sinh ra Giáo hội Công giáo.
Hầu hết tín hữu Cơ Đốc đều chấp nhận những ký thuật của Tân Ước về sự sống lại của Giêsu là dữ kiện lịch sử và là trọng tâm của đức tin. Tuy nhiên, người ngoài Cơ Đốc giáo thường xem sự kiện này như là một huyền thoại hoặc tìm cách giải thích theo cách ẩn dụ.

## Ký thuật

### Tân Ước

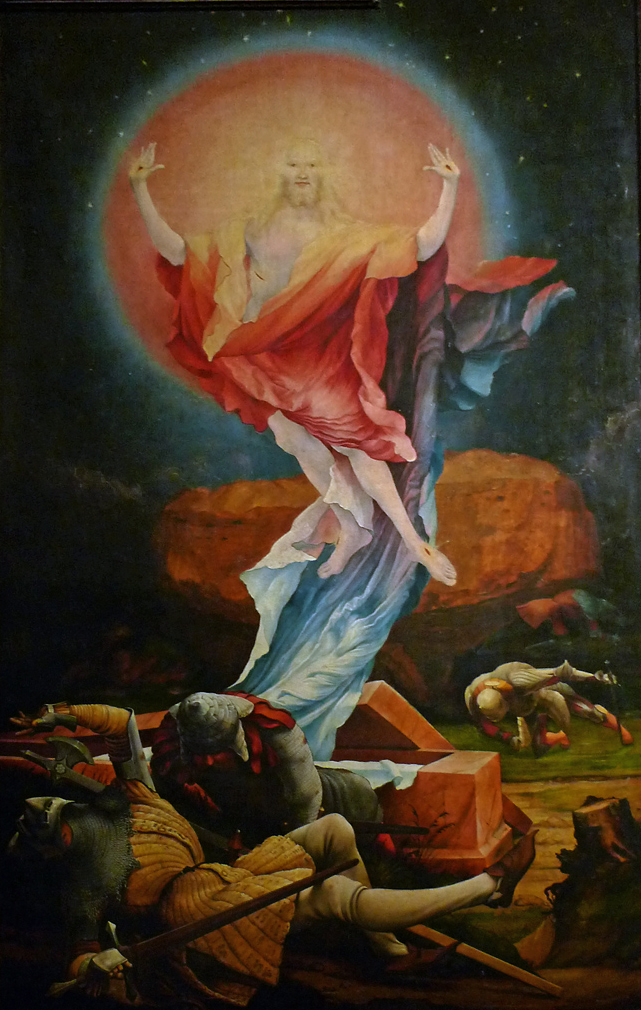
Mặc dù diễn biến khi Giê-su phục sinh không được ký thuật trong Kinh Thánh), nhiều họa sĩ miêu tả quang cảnh này, như họa phẩm của Matthias Grünewald

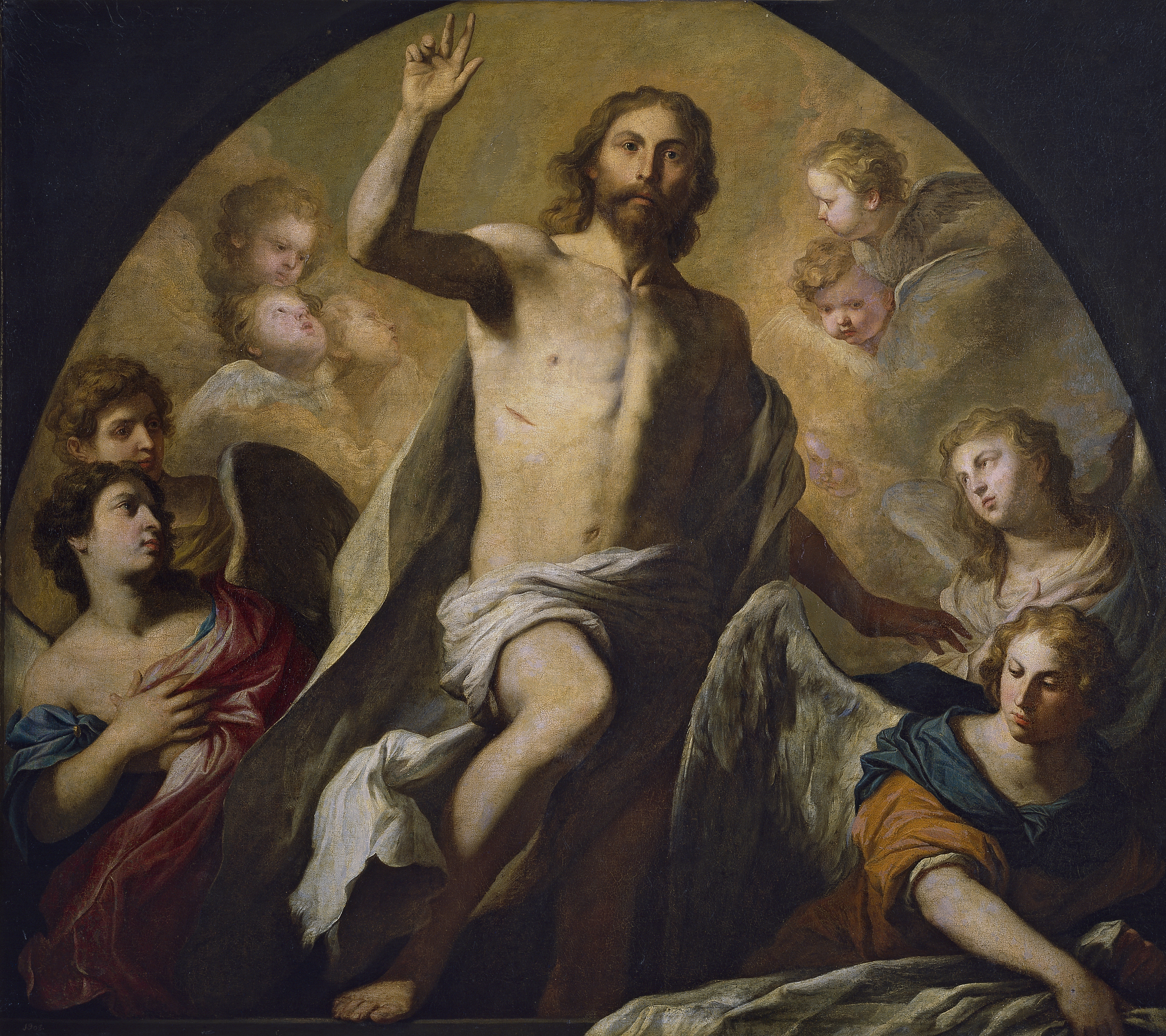
Sự phục sinh của Giêsu, tranh sơn dầu trên vải của Pietro Novelli đầu thế kỷ 17

Những ký thuật về sự phục sinh của Giê-su được tìm thấy trong những chương cuối của các sách Phúc âm: Matthew 28, Mark 16, Luca 23, 24 và Giăng 21.
Các sách Phúc âm này đều ký thuật rằng Giêsu bị đóng đinh trên thập tự giá vào ba giờ chiều ngày Lễ Vượt Qua, nhằm ngày Nissan 14 lịch Do Thái - nay thường được gọi là Lễ Thương Khó  (Tin Lành) hoặc Thứ Sáu Tuần Thánh (Công giáo) - thi hài của ngài được bọc trong vải liệm trắng rồi mai táng trong ngôi mộ mới mà Joseph người Arimathea đã cho đục trong đá cho ông. Sau thứ Bảy (Sabbath - ngày nghỉ của người Do Thái), vào sáng sớm ngày thứ nhất trong tuần lễ (Chúa nhật), vài người phụ nữ là môn đồ của Giêsu trở lại ngôi mộ để hoàn tất nghi thức an táng. Khi đến nơi, họ nhận thấy ngôi mộ trống không, sau đó họ trở lại với sự tháp tùng của vài tông đồ.
Theo Xuất Ê-díp-tô Ký 12, ngay sau Lễ Vượt Qua là 7 ngày của lễ Bánh Không Men và ngày thứ nhất và thứ bảy của kỳ lễ này cũng được gọi là Ngày Sa-bát. Vì thế, ngày Giê-su chết không hẳn rơi vào ngày thứ sáu.
Về sau, Giêsu xuất hiện nhiều lần để gặp gỡ các tông đồ, đáng chú ý nhất là khi ngài đến với họ tại phòng cao, ở đó Thomas không chịu tin ngài cho đến khi Giêsu bảo ông chạm vào dấu đinh trên tay và dấu đâm trên hông của ngài (Giăng 20:24-29). Giêsu cũng đến cùng hai môn đồ đang khi họ trên đường đến thành Em-mau, bàn tán với nhau về nỗi thất vọng vì đấng Messiah nay đã bị giết bởi tay loài người, trước khi họ nhận ra ngài (Luca 24.13-32); ngài đến gặp các môn đồ bên bờ Biển Galilee để khích lệ Peter vững tâm mà giúp đỡ các môn đồ khác (John 21.1-23). Lần chót Giêsu hiện ra với các môn đồ là bốn mươi ngày sau khi sống lại, rồi ngài lên trời (Luca 24.44-49).
Cả Peter (Phêrô hoặc Phi-e-rơ) và Phao Lô  đều luận giải rằng sự kiện này là hòn đá tảng cho Cơ Đốc giáo. Sự kiện phục sinh của Giêsu đều được đề cập trong hầu hết các sách của Tân Ước.
Khi so sánh những văn kiện về sự phục sinh, một số người tìm thấy những chi tiết khác nhau và họ cho rằng không thể dung nạp chúng vào một câu chuyện đồng nhất, mặc dù John Wenham và các học giả khác giải thích rằng các chi tiết này là bổ sung cho nhau. Cũng vậy, theo quan điểm của nhiều tín hữu Cơ Đốc, không có gì khó hiểu khi nhiều người cùng chứng kiến một sự kiện, họ sẽ thuật lại sự kiện ấy với những chi tiết khác nhau vì nhìn từ những góc độ khác nhau.

### Những ký thuật Cơ Đốc khác
Sớm có một số văn kiện khác ngoài Tân Ước được tìm thấy trong các trước tác của Ignatius (50-115), Polycarp (69-155), Justin Martyr (100-165), Tertullian (160-220), và trong thư tín đầu tiên của Clement.
Nhiều đoạn Ignatius đề cập đến sự kiện phục sinh nay không còn, nhưng hai bài tranh luận dài của ông được tìm thấy trong Thư gởi người Trallian,
 và trong Thư gởi người Smyrna, 
Tất cả các bản tín điều quan trọng đều đề cập đến sự phục sinh, Tín điều Nicea (năm 325) xác định rõ ràng rằng "Đến ngày thứ ba ngài sống lại".

### Những ký thuật ngoài Cơ Đốc giáo
Flavius Josephus (c.37 – c.100), một công dân La Mã gốc Do Thái, dưới sự bảo trợ của Flavians, viết quyển Antiquitates Judaicae (Cổ sử Do Thái) khoảng năm 93. Trong tác phẩm này có một đoạn gọi là Testimonium Flavianum đề cập đến sự chết và phục sinh của Giê-su: "Khi Pilate, theo cáo buộc của những người lãnh đạo chúng ta, kết án [Giê-su] đóng đinh trên thập tự giá, những kẻ yêu thương người ấy không chịu từ bỏ người, vì người hiện ra cùng họ trong ngày thứ ba, sống lại, như các tiên tri đã báo trước, cùng với nhiều điều kỳ lạ liên quan đến người." Nhiều học giả cho rằng Testimonium Flavianum chỉ là phần thêm vào, song cũng có các học giả khác tin vào tính chính xác của văn bản.
Tacitus, một sử gia La Mã, nhắc đến sự hiện hữu của "Christus", bị xử tử bởi Pontius Pilate, nhưng không đề cập đến sự phục sinh.

## Khám phá ngôi mộ trống

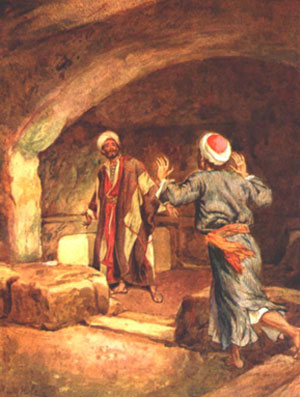
Hai môn đệ vào ngôi mộ trống,
tranh của William Hole

### Phụ nữ

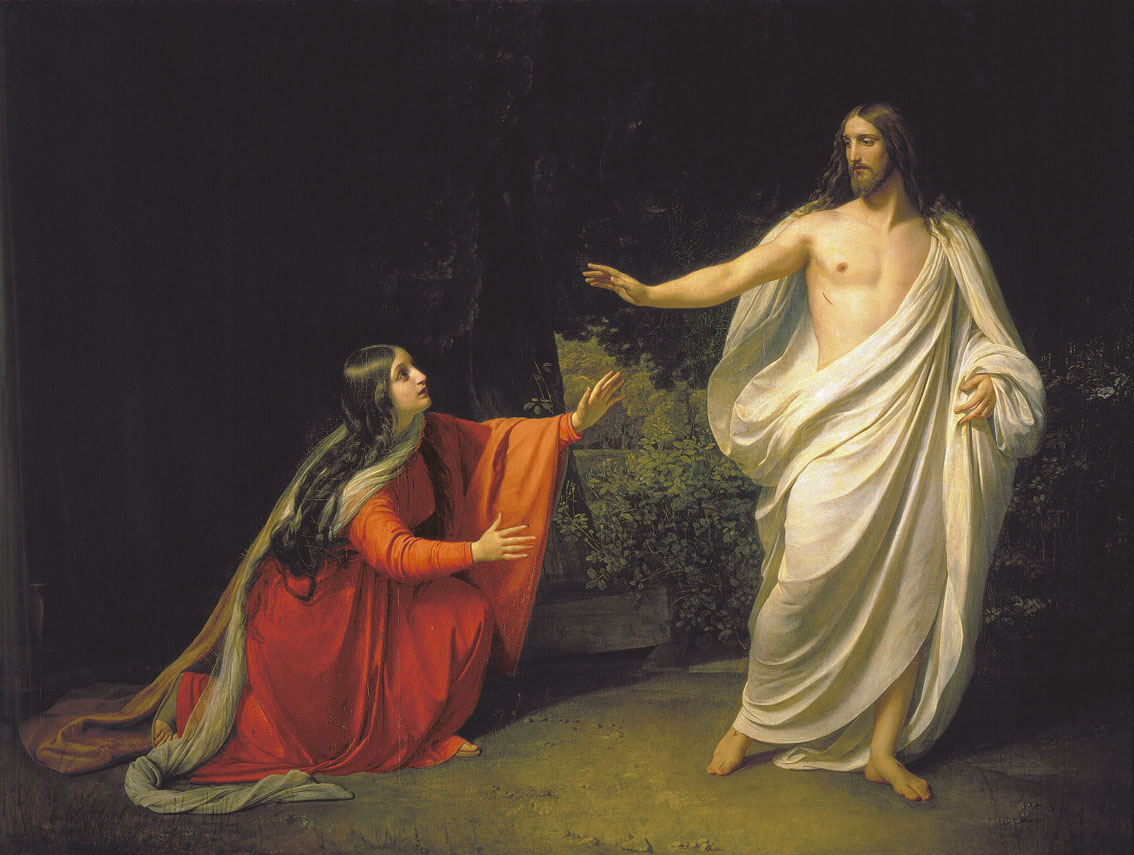
Theo Phúc âm Gioan, Mary Magdalene là người đầu tiên nhìn thấy Giêsu sống lại, tranh vẽ của Alexander Andreyevich Ivanov năm 1835

Cả bốn sách phúc âm đều ghi nhận sự kiện các phụ nữ là những người phát hiện nơi mai táng Giêsu chỉ còn là ngôi mộ trống. Theo Phúc âm Máccô và Lu-ca, họ là những người đầu tiên loan báo tin Chúa phục sinh. Còn theo Phúc âm Mátthêu và John, những người đầu tiên nhìn thấy Chúa sau khi sống lại là các phụ nữ (trong Phúc Âm Gioan, chỉ một mình Mary Magdalene).
Trong các sách phúc âm, nhất là trong các sách Phúc Âm Nhất Lãm, phụ nữ thủ giữ vai trò trung tâm như là những người kề cận bên Giêsu và chứng kiến sự chết, mai táng và khám phá ngôi mộ trống. Ba sách phúc âm nhất lãm nhiều lần thuật lại rằng những phụ nữ này đã chứng kiến tận mắt, và xem họ là những nhân chứng đáng tin.
Sự hiện diện của những người phụ nữ này trong tư cách là các nhân chứng khám phá ngôi mộ trống được xem là làm gia tăng tính khả tín của lời chứng, bởi vì, trong bối cảnh văn hóa thời ấy (Do Thái và Hy-La), người ta thường tin tưởng nam giới, nhất là những người quan trọng, hơn là "những phụ nữ đang đau buồn." Do đó C. H. Dodd xem câu chuyện phục sinh được ghi lại trong Phúc Âm Gioan là đáng tin vì nếu tác giả muốn dựng chuyện, họ sẽ không kể chuyện Giêsu lại hiện ra cho "một người đàn bà nhỏ bé vô danh" như Mary Magdalene.

### Nam giới
Theo ký thuật của Phúc âm Lu-ca, khi nghe những người phụ nữ thuật lại những gì họ thấy về ngôi mộ trống, "các sứ đồ không tin, cho lời ấy như là hư không". Sau khi Peter đến mộ, "chỉ thấy vải liệm ở trên đất" thì "lạ lùng cho việc đã xảy ra". Phúc âm John thuật lại với nhiều chi tiết hơn, khi đến mộ, môn đồ được Chúa yêu chỉ đứng nhìn nhưng không vào. Peter vào, xem xét cẩn thận các chi tiết trong mộ, khi ấy môn đồ kia cũng bước vào, "nhìn thấy và tin".

## Ý nghĩa của sự phục sinh
Từ lúc hội thánh còn sơ khai, Sứ đồ Phao-lô đã xác định rõ ràng, "Nếu Chúa Cơ Đốc đã chẳng sống lại, thì sự giảng dạy của chúng tôi ra luống công, và đức tin anh em cũng vô ích." Sự chết và phục sinh của Giêsu là hai sự kiện quan trọng nhất trong lịch sử và thần học Cơ Đốc giáo. Đây là chứng cứ khẳng định quyền bính của Giêsu trên sự sống và sự chết, do đó ngài có quyền ban cho con dân ngài sự sống vĩnh cửu. Theo ký thuật của Kinh Thánh, Thiên Chúa đã khiến ngài sống lại từ kẻ chết, ngài lên trời, ngự bên hữu Thiên Chúa, và sẽ trở lại để làm ứng nghiệm lời tiên tri về Đấng Messiah, cũng như về sự sống lại của kẻ chết, sự phán xét sau cùng, và sự thiết lập Vương quốc Thiên Chúa. Phao-lô viết trong thư gởi tín hữu hội thánh Corinth,

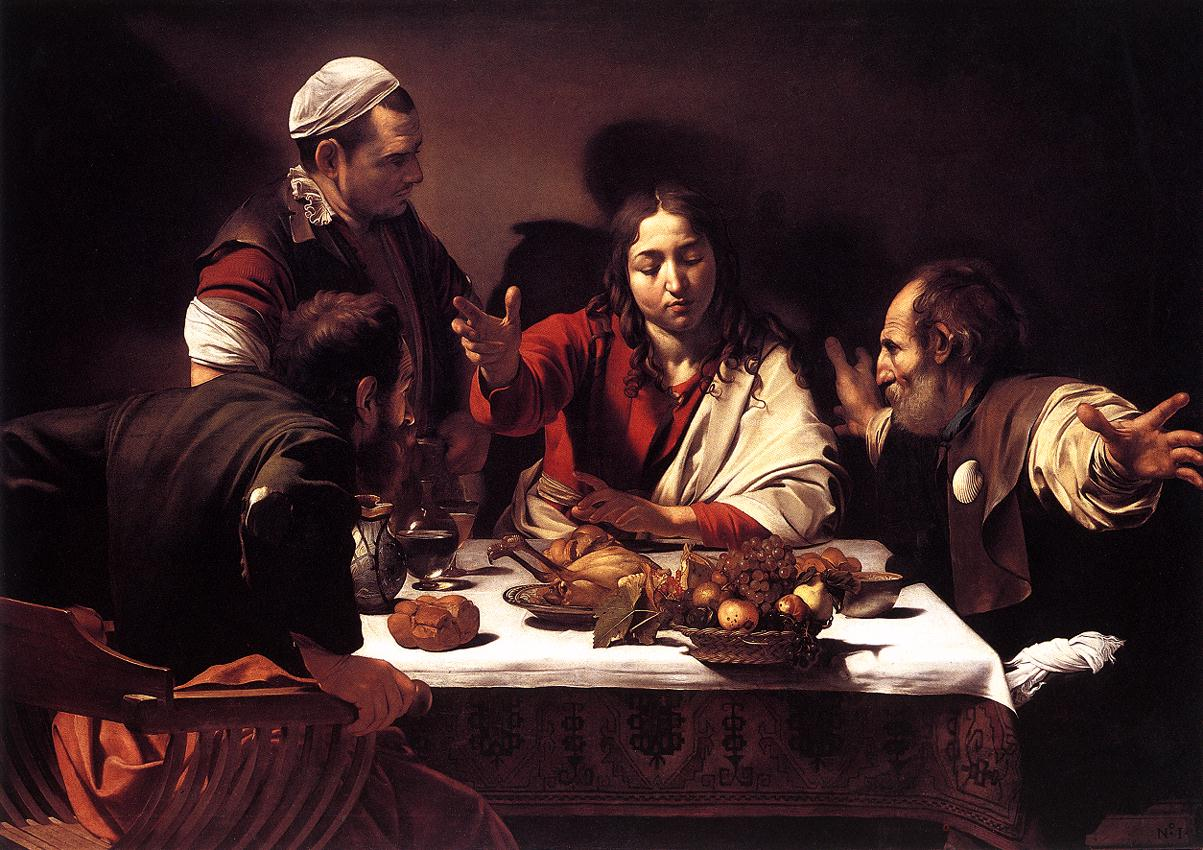
Trong Bữa ăn tối tại Em-mau, Caravaggio miêu tả thời khắc các môn đồ nhận ra Giêsu vừa phục sinh

Hầu hết tín hữu Cơ Đốc xem câu chuyện phục sinh được ký thuật trong Tân Ước là dữ kiện lịch sử, và là trọng tâm của đức tin. Một số học giả cho rằng chính nhờ xác định rõ ràng vào sự sống lại của Giêsu mà các môn đệ của ngài đã dạn dĩ đi ra rao giảng phúc âm và thành lập hội thánh.
Trong khi Chủ nhật Phục sinh là ngày lễ lớn được cử hành để kỷ niệm sự sống lại của Giêsu, Hoàng đế Constantine I công bố ngày nhóm lại hằng tuần của hội thánh không còn là thứ Bảy (ngày Sabbath), mà là Chủ nhật, như thế mỗi tuần hội thánh đều nhóm lại để kỷ niệm sự phục sinh của Giêsu. Cũng nên biết, ngay trong thời kỳ hội thánh sơ khai, các môn đồ đã bắt đầu nhóm lại vào ngày Chủ nhật.

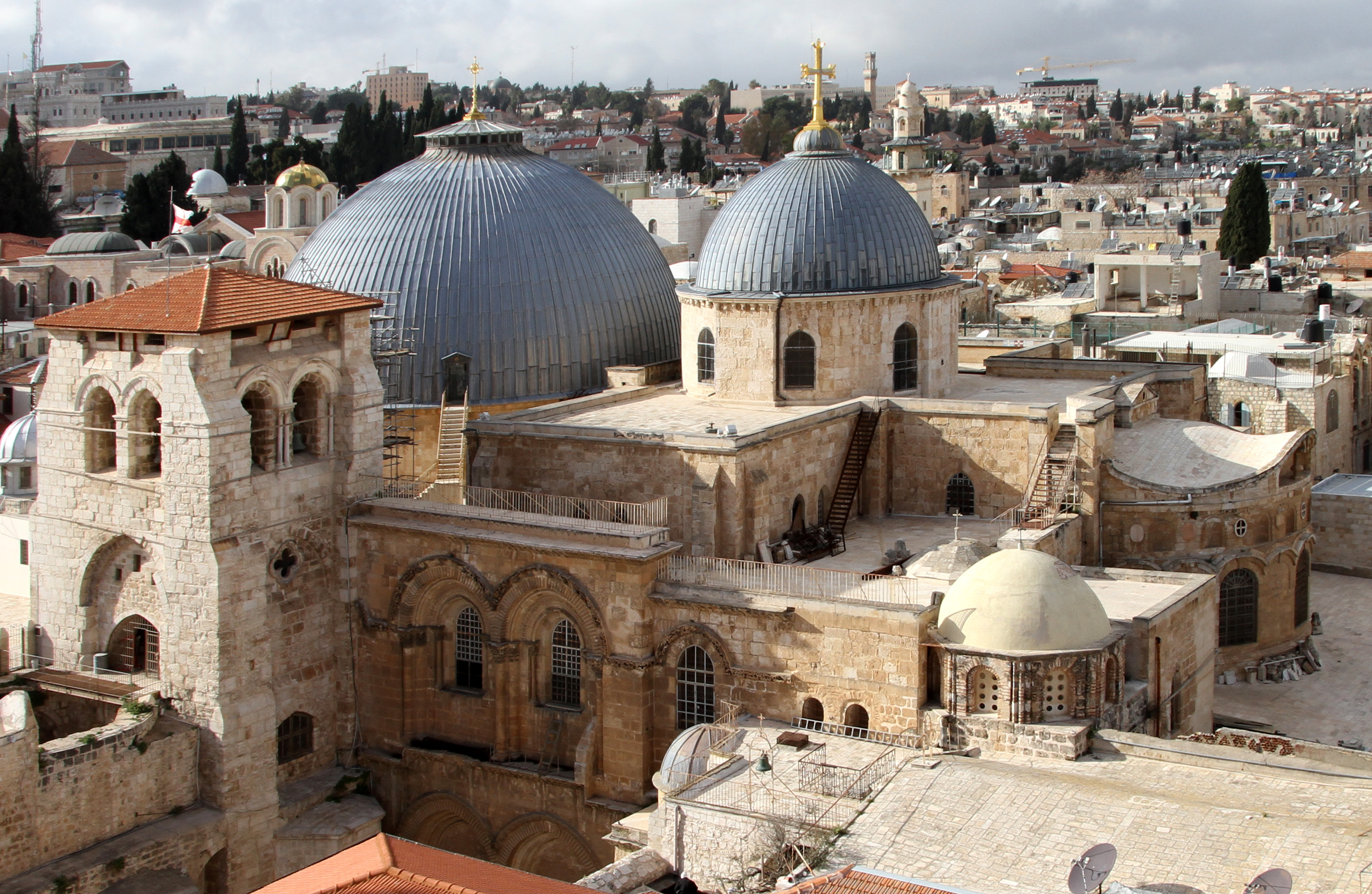
Nhà thờ Mộ Thánh. Người ta tin đây là nơi Giêsu bị đóng đinh và được an táng trước khi phục sinh.

### Công giáo Rôma
Quan điểm Công giáo cho rằng Giêsu tự nguyện hiến mình như là một hành động tuân phục trọn vẹn để đền tội cho sự bất tuân của Adam, do đó ngài tẩy sạch nhân loại khỏi vết ố của nguyên tội (tội tổ tông). Sự hiến tế của Giêsu là hành động của tình yêu làm vui lòng Thiên Chúa, là lớn hơn tội lỗi loài người đã xúc phạm Thiên Chúa, vì vậy hễ ai tin Giêsu và tuân giữ mạng lịnh của ngài sẽ nhận lãnh sự cứu chuộc trong danh ngài.
Tín hữu Công giáo tin rằng một người có thể bị vuột mất ân điển nếu tiếp tục phạm tội sau khi được cứu rỗi. Một người có thể được phục hồi vào ân điển qua thánh lễ ăn năn và hoà giải (xưng tội).

### Kháng Cách
Trong khi đó, quan điểm của Martin Luther về ý nghĩa của sự phục sinh của Giêsu, thường được gọi là Luận điểm Pháp chế, được chấp nhận bởi đa số tín hữu Kháng Cách (Protestant), là một trong những nguyên nhân dẫn đến cuộc Cải cách Kháng Cách.
Giáo thuyết này nhấn mạnh rằng Thiên Chúa là Đấng Phán xét. Con người đã phạm tội, và vì vậy, theo sự công bình của Thiên Chúa, Ngài phải đoán phạt con người. Nhưng Thiên Chúa cũng là Đấng yêu thương, nên giải pháp được chọn, thoả mãn cả đức công bình lẫn đức yêu thương của Thiên Chúa, là sai Con Ngài, tức là Giêsu, Đấng hoàn toàn vô tội, đến để gánh thay tội lỗi của thế gian trên vai Ngài, hầu cho hễ ai chấp nhận món quà hiến tế này của Giêsu đều được giải thoát khỏi xiềng xích của tội lỗi.
Như thế, qua sự chết của Giêsu Cơ Đốc, thời kỳ Cựu Ước đã qua đi và mọi sự trở nên mới. Bức màn phân cách giữa Thiên Chúa và con người đã bị xé toang, con người được tự do tìm kiếm sự cứu chuộc cho mình qua Đấng Trung bảo duy nhất là Giêsu Cơ Đốc mà không còn phải tìm kiếm sự cứu rỗi qua thánh lễ, quy tắc, hoặc qua hàng giáo phẩm đặc quyền. Những người ủng hộ quan điểm này tin rằng chỉ có tấm lòng chấp nhận sự hy sinh của Giêsu Cơ Đốc là điều kiện cần thiết để được cứu rỗi, không phải nghi thức hoặc thánh lễ.
Quan điểm này về sự phục sinh của Giêsu phù hợp với Đại lễ chuộc tội của người Do Thái theo luật pháp Moses, trong ngày ấy, người Do Thái chọn một con dê đực không tì vết để thầy tế lễ thượng phẩm đặt tay trên con dê đực còn sống, "xưng trên nó các gian ác và sự vi phạm, tức là những tội lỗi của dân Israel, và chất trên đầu nó, rồi nhờ một người chực sẵn việc này mà sai đuổi nó ra, thả vào đồng vắng. Vậy, con dê đực đó sẽ gánh trên mình các tội ác của dân Israel nơi hoang địa" (Lê vi ký 16:21-22).

### Christus Victor
Quan điểm Christus Victor (Chúa Cơ Đốc Đấng chiến thắng), phổ biến trong cộng đồng Chính Thống giáo Đông phương, tin rằng Giêsu được sai đến để đánh bại sự chết và Satan. Bởi sự chết tự nguyện và trọn vẹn, cùng sự phục sinh của Giêsu mà ngài đánh bại Satan và sự chết, rồi phục sinh trong chiến thắng. Nhờ đó, nhân loại không còn bị ràng buộc trong tội lỗi, nhưng được tự do phục hoà với Thiên Chúa bởi đức tin vào Giêsu.
Trái với quan điểm pháp chế, thuyết Christus Victor nhấn mạnh đến trận chiến tâm linh giữa thiện và ác. Trong khi thuyết pháp chế luận giải rằng Thiên Chúa đoán phạt Giêsu vì tội lỗi của nhân loại thì thuyết Christus Victor nhìn thấy loài người, từng bị cầm giữ trong quyền lực của Satan, nay quyền lực này bị Giêsu đánh bại; như thế, Thiên Chúa, qua Giêsu, đã phá vỡ xiềng xích của Satan.

### Quan điểm khác
Tín hữu Cơ Đốc theo khuynh hướng tự do xem sự kiện phục sinh không gì khác hơn là một biểu tượng tôn giáo về niềm hi vọng, họ chấp nhận sự kiện này như là một huyền thoại có tính biểu trưng cao và có tác dụng nuôi dưỡng tâm linh. Sự kiện phục sinh không phải là một vấn đề lịch sử nhưng là một thái độ tôn giáo. Những người theo khuynh hướng này bác bỏ luận điểm cho rằng Giêsu đã thật sự sống lại trong thể xác.
Hầu hết người bên ngoài Cơ Đốc giáo không chấp nhận việc Giêsu thật sự sống lại trong thân xác. Do đó, họ xem sự kiện này như một huyền thoại, hoặc đồng tình với quan điểm tự do để xem nó như một huyền thoại có sức mạnh hỗ trợ cho lòng sùng tín.

## Các giả thuyết
Có những giả thuyết được đưa ra nhằm giải thích sự kiện phục sinh theo quan điểm của các nhóm khác nhau:
- Các môn đồ trộm xác của Giêsu khỏi mộ rồi dựng nên câu chuyện phục sinh.
- Giêsu chỉ bị ngất đi vì kiệt sức khi bị đóng đinh trên thập tự giá, cũng có thể ngài bị đánh thuốc, sau đó ngài hồi tỉnh trong phần mộ.
- Không phải là sự sống lại trong thể xác mà chỉ là một sự hiện thấy đối với các môn đồ, hoặc là một sự hiện thấy siêu nhiên, cũng có thể chỉ là ảo giác.
- Quan điểm của người Do Thái thể hiện trong Toledoth Yeshu cho rằng xác của Giêsu bị dời đi ngay trong đêm ngài bị đóng đinh.
- Theo kinh Qur'an của Hồi giáo thì Giêsu không bị đóng đinh, một người khác giống Giêsu đã chết thay cho ngài (Sura 4.156).
- Thứ kinh Phúc âm của Barnabas cho rằng Giêsu không bị đóng đinh, Judas đã thế chỗ của ngài.
- Theo một số tài liệu công bố bởi sử gia Nga Nicolai Notovitch, sau khi phục sinh, Giêsu sống trọn cuộc đời mình tại Kashmir, ở đó có lẽ có phần mộ của Giêsu được đặt tên Yuz Asaf.[cần dẫn nguồn]
- Theo suy diễn của một số người, ký thuật của Tân Ước chưa hoàn tất, họ cho rằng sau đó Giêsu kết hôn, có con và cùng vợ đến sống ở miền Nam nước Pháp hoặc tại Glastonbury, Anh Quốc. Những giả thuyết này dấy lên từ tác phẩm Holy Blood, Holy Grail (Huyết thánh, Chén thánh), tin rằng các đời vua triều đại Moravech là hậu duệ của Giêsu.[cần dẫn nguồn]

## Sách tham khảo

### Cổ văn
- Gospel of Barnabas, Oxford University Press, London xuất bản
- Flavius Josephus,
- Julius Africanus,
- Justin Martyr,
- Tân Ước
- Kinh Qur'an
- Saint Ignatius, Thư gởi ngườiTrallian
- Saint Ignatius, Thư gởi người Smyrna
- Suetonius
- Tacitus
- Thallus
- Toledoth Yeshu